# Lucas Matías Licht
Lucas Matías Licht (ur. 6 kwietnia 1981 w Rosario, Argentyna) – argentyński piłkarz żydowskiego pochodzenia grający na pozycji obrońcy.

## Kariera
Ze względu na to, iż posiada izraelski paszport, gracz Gimnasii La Plata wzbudzał wielkie zainteresowanie wśród klubów z Ligat ha’Al. Głównym zainteresowanym było Maccabi Hajfa, które obserwowało młodego Lichta przez 3 lata. Lucas był testowany przez Maccabi Netanja oraz Hapoel Ironi Kirjat Szemona, lecz nie otrzymał od tych klubów propozycji kontraktu. Po sezonie 2005/06 defensor został kupiony przez klub z Primera División, Getafe CF. Graczem tego zespołu był do 2009 roku. W latach 2009–2012 bronił barw Racing Club de Avellaneda, a następnie powrócił do Gimnasii.